# ONU Mujeres
La ONU para la Igualdad de Género y el Empoderamiento de la Mujer, también conocida como ONU Mujeres (inglés: UN Women, francés: ONU Femmes), es una organismo de la Organización de las Naciones Unidas (ONU) destinada a fomentar el empoderamiento de la mujer y la igualdad de género.
Su actual directora ejecutiva es la jordana Sima Sami Bahous.

## Historia
ONU Mujeres fue establecida el 2 de julio de 2010 y comenzó a operar en enero de 2011. Para ello se consolidaron organismos existentes en la Organización de las Naciones Unidas y se transfirieron a la nueva entidad los mandatos y las funciones de:
- la División para el Adelanto de la Mujer (DAW, establecida en 1946);
- el Fondo de Desarrollo de las Naciones Unidas para la Mujer (UNIFEM, establecido en 1976);
- el Instituto Internacional de Investigación y Capacitación para la Promoción de la Mujer (INSTRAW, establecido en 1976);
- la Oficina del Asesor Especial en Cuestiones de Género y Adelanto de la Mujer (OSGI, establecido en 1997).

El Secretario General Ban Ki-moon nombró el 14 de septiembre de 2010 a Michelle Bachelet como primera Directora Ejecutiva del organismo y Secretaria General Adjunta, pero renunció a su cargo en marzo de 2013, para posteriormente, poder postularse a la presidencia de Chile en la elección de noviembre de ese año, en la que resultó elegida por segunda vez. Por su actuación al frente del organismo y sus esfuerzos para promover la plena igualdad, inclusión y participación de las mujeres, la presidenta de Chile recibió en 2017 el título de Campeona Internacional del Género.
En reemplazo de Bachelet asumió la Dirección Ejecutiva del organismo la política sudafricana Phumzile Mlambo-Ngcuka (también ella Campeona Internacional del Género).
El 30 de septiembre de 2021 la jordana Sima Sami Bahous asume como la nueva directora ejecutiva de la organización.

## Mandato y Objetivos
ONU Mujeres se creó con el objetivo de agrupar y coordinar los esfuerzos de las Naciones Unidas para promover la igualdad de la mujer en todos los aspectos de la vida, tal y como se estableció en el quinto de los Objetivos de Desarrollo Sostenible. Como organización trabaja conjuntamente con los Estados miembros y la sociedad civil en la generación de normas internacionales, legislación local y acciones concretas que permitan afianzar la igualdad de género. 
Las actividades del organismo están centradas en cinco áreas prioritarias: 
- Aumentar el liderazgo y la participación de las mujeres.
- Poner fin a la violencia contra las mujeres;
- Implicar a las mujeres en todos los aspectos de los procesos de paz y seguridad.
- Mejorar el empoderamiento económico de las mujeres
- Hacer de la igualdad de género un aspecto central en la planificación y la elaboración de presupuestos nacionales para el desarrollo.

#### La importancia de la igualdad de género
La igualdad de género es un derecho humano básico y fue establecido como tal en el Artículo 1 de la Declaración Universal de Derechos Humanos  (DUDH) en el año 1948. Sin embargo, millones de mujeres alrededor del mundo continúan sin poder disfrutar del derecho a la igualdad a más de 70 años de que los principios de la DUDH fuesen adoptados a nivel global. Por otra parte, la discriminación por motivo de sexo está taxativamente prohibida en numerosos tratados de derechos humanos, como el Pacto Internacional de Derechos Civiles y Políticos, el Pacto Internacional de Derechos Económicos, Sociales y Culturales y la Convención sobre la eliminación de todas las formas de discriminación contra la mujer (CEDAW, por sus siglas en inglés). Todos los países del mundo han ratificado al menos uno de los tratados antes mencionados, mientras que en el 80% ha ratificado cuatro o más. Dado que salvo la DUDH todos los restantes acuerdos son vinculantes, la discriminación contra las mujeres es jurídicamente inadmisible en casi todo el planeta. No obstante ello, las mujeres poseen apenas tres cuartas partes de los derechos legales de los que gozan los hombres, lo que impone límites a 2700 millones de personas a la hora de conseguir empleos dignos o generar ingresos para ellas y sus familias (es decir que afecta a más del 35% de la población humana).
Conviene subrayar también que la desigualdad de género es un fenómeno insostenible desde el punto de vista económico, ya que el Banco Mundial estimó recientemente que, en términos de capital humano, el mundo pierde riqueza por valor de USD 160 billones a causa de la brecha salarial entre hombres y mujeres a lo largo de su vida. Esto representa el equivalente a casi ocho veces el PBI de los Estados Unidos (el país más rico del planeta). Por lo tanto, es razonable afirmar que si las mujeres tuvieran igualdad de oportunidades para desarrollar todo su potencial, el mundo no solo sería un lugar más justo, sino que también sería mucho más próspero.
Dado que las mujeres cuentan en casi todas las naciones con un marco jurídico basado en tratados internacionales para resguardar sus derechos, podría pensarse que la igualdad está al alcance de sus manos. Sin embargo, la realidad muestra que la adopción de acuerdos internacionales es condición necesaria mas no suficiente, ya que para que los principios que contienen puedan garantizar el pleno goce de derechos, deben traducirse en legislación local, políticas públicas, programas de asistencia y cambios en prácticas culturales. En un estudio realizado en 143 economías, el Banco Mundial comprobó que 128 países poseen al menos una diferencia legal que discrimina a las mujeres, y que podría incluir: barreras de acceso institucional, impedimentos para disponer de propiedad o utilizar el sistema financiero, o incluso la imposibilidad de trabajar sin la autorización de un hombre.  Esto significa que aún en los países más progresistas y desarrollados, la desigualdad de género continúa arraigada en el propio sistema legal que debería procurar su desaparición. Según el mismo estudio, las mujeres cuentan con sólo la mitad de probabilidades que sus contrapartes masculinos para conseguir un trabajo remunerado de tiempo completo, mientras que al mismo tiempo ocupan al menos el doble del tiempo que los hombres en trabajos domésticos no remunerados.
Pero incluso cuando las mujeres quieren hacer valer sus derechos, las diferencias que existen en el acceso a la justicia hace en ocasiones imposible que lleven adelante sus reclamos. Un relevamiento conducido en 45 países en el 2017 comprobó que, de todas las mujeres encuestadas, el 53% expresó haber tenido un problema legal en los últimos dos años; pero solo el 13% de ellas apeló a las autoridades u otra entidad para resolver el problema. Y entre las que sí lo hicieron, sólo el 61% logró una solución (y apenas 5% de esos casos fue gracias a la intervención de una autoridad). Por otra parte, muchas de las necesidades de ayuda legal que tienen las mujeres derivan de casos de violencia de género, ya que la Organización Mundial de la Salud estimó que el 35 por ciento de las mujeres del mundo han sufrido violencia física y/o sexual en algún momento de sus vidas; en la mayor parte de los casos por parte de su pareja (el 38% de todos los homicidios femeninos se debe a la violencia conyugal) Sin embargo, es difícil que estas cifras nos estén proporcionando una dimensión del número real de víctimas, ya que por falta de confianza en el sistema judicial o por vergüenza, numerosos hechos de violencia doméstica nunca son denunciados.

#### Objetivos y tareas de ONU Mujeres
Teniendo en cuenta la extensión del fenómeno de la desigualdad de género, ONU Mujeres tiene como objetivo general el de empoderar y realizar los derechos de las mujeres y las niñas de todo el mundo. Y para alcanzar ese objetivo y de acuerdo al Plan estratégico 2018-2021, tiene entre sus tareas principales
- Brindar apoyo a organismos intergubernamentales para la formulación de políticas, normas y estándares de alcance mundial. Una evaluación del Plan Estratégico 2014-2017 demostró que 29 países durante el período abarcado por el plan han adoptado un marco normativo con perspectiva de género para el empoderamiento económico de las mujeres (lo que implica una mejora para 770 millones de mujeres y niñas)[19]
- Colaborar con los Estados Miembros en la implementación de medidas mediante la asistencia técnica y económica adecuada. ONU-Mujeres desempeña un papel esencial a la hora de apoyar a los Estados miembros (si así lo solicitan), en la coordinación del sistema de las Naciones Unidas y la movilización de la sociedad civil, el sector privado y otras partes interesadas pertinentes en el respaldo de la ejecución ejecución con perspectiva de género de la Agenda 2030 para el Desarrollo Sostenible (que como se ha mencionado, incluye la igualdad de género como su quinto objetivo). Los programas estatales de ONU Mujeres dirigidos a disminuir la desigualdad crecieron un 84 % entre 2011 y 2016,[18] mientras que 26 países han fortalecido su legislación para hacer frente a todas las formas de violencia contra las mujeres (lo que equivale a incrementar los niveles de protección para 1.000 millones de niñas y mujeres).[19]
- Dirigir y coordinar el trabajo del sistema de las Naciones Unidas en pos de la igualdad de género. El papel de ONU-Mujeres en la coordinación del sistema de las Naciones Unidas es fundamental para mejorar la coherencia de las Naciones Unidas en la igualdad de género y el empoderamiento de las mujeres a escala normativa y operacional, optimizar la rendición de cuentas en todo el sistema y promover la integración de la perspectiva de género. Durante el período 2014-2017, sesenta y cuatro entidades presentaron informes relativos al Plan de Acción para Todo el Sistema de las Naciones Unidas sobre la Igualdad de Género y el Empoderamiento de las Mujeres (ONU-SWAP). Adicionalmente, 21 entidades recurrieron a los indicadores de igualdad de género en su seguimiento de las asignaciones y los gastos financieros.[19]

## Gobernanza
Las actividades operacionales de ONU Mujeres están regidas por la resolución 64/289 de las Naciones Unidas, que determina que la Asamblea General junto al Consejo Económico y Social (ECOSOC) y la Comisión de la Condición Jurídica y Social de la Mujer  (UNCSW en sus siglas en inglés) constituirán la estructura de gobernanza intergubernamental de varios niveles para las funciones de apoyo normativo, a la vez que proporcionarán a la Entidad orientación normativa en materia de políticas y actividades operacionales. Para cumplimentar su mandato y todas las acciones que ello conlleva, además de la UNCSW se establecieron dentro del organismo una Junta Ejecutiva y una Dirección Ejecutiva.

### La Junta Ejecutiva
La Junta Ejecutiva está integrada por cuarenta y un miembros elegidos por períodos de tres años por el ECOSOC. La distribución de los espacios de representación se asigna con el siguiente criterio:
- África (10);
- Asia y el Pacífico (10):
- Europa oriental (4);
- América Latina y el Caribe (6);
- Europa occidental y otros Estados (5);
- Otros países contribuyentes (6), donde cuatro puestos se asignan a cuatro de los países que más contribuciones básicas voluntarias aportan a la Entidad, mientras que los dos restantes van a países en vías de desarrollo.

La Junta Ejecutiva es la encargada de supervisar las actividades operacionales de ONU-Mujeres y proporcionar apoyo intergubernamental a sus actividades. La Junta es además quien aprueba el Plan Estratégico y el presupuesto de la Entidad, así como los criterios de prestación de apoyo a los países que así lo solicitan. En lo posible, se procura que sus decisiones se adoptadas por consenso de sus 41 miembros. La Junta se reúne en Nueva York e informa anualmente a la Asamblea General (por medio del ECOSOC) sobre su programa, sus actividades y la evaluación de sus resultados. A su vez existe un Secretariado dentro de la Junta, que actúa como interlocutor con los Estados miembros y se ocupa también de organizar las sesiones formales anuales, consultas informales, sesiones informativas y visitas de campo. El Secretariado se ocupa además de la coordinación y las armonización de prácticas con otros organismos de la ONU, como el PNUD / FNUAP / UNOPS, UNICEF y el PMA.

### La dirección ejecutiva
La secretaria general adjunta a cargo de la dirección ejecutiva se ocupa de la dirección y gestión generales de la entidad, con el objetivo de que pueda cumplir sus mandatos y ejecutar el programa de trabajo aprobado por la Junta Ejecutiva. Esto incluye la planificación, coordinación, gestión y evaluación de los programas, el fortalecimiento de alianzas y la atención de las cuestiones administrativas y la redacción de informes de gestión. También coordina y proporciona orientación para apoyar los procesos intergubernamentales, las actividades operacionales sobre el terreno y los esfuerzos de las entidades del sistema de las Naciones Unidas que colaboran en la promoción de la igualdad entre los géneros y el empoderamiento de la mujer. Y facilita asesoramiento normativo al Secretario General en todas las cuestiones relacionadas con los dos temas antes mencionados.
Directora ejecutiva
- Michelle Bachelet (2010-2013)
- Phumzile Mlambo-Ngcuka (2013-2021)
- Sima Sami Bahous (2021-actualidad)

Directoras Ejecutivas Adjuntas
- Åsa Regnér, Subsecretaria General de las Naciones Unidas, Oficina de Apoyo Intergubernamental y Alianzas Estratégicas. [25]

- Anita Bhatia, secretaria general adjunta para gestión de recursos, sostenibilidad y asociaciones.[26]

Oficina General de Apoyo Intergubernamental, Coordinación y Alianzas Estratégicas
Está a cargo de Directora Ejecutiva Adjunta y Subsecretaria General Adjunta Lakshmi Puri (India). Su función es prestar apoyo a los procesos intergubernamentales, los procesos de coordinación de las Naciones Unidas, las actividades de divulgación y promoción públicas y la movilización de recursos. Dentro de la oficina se agrupan:
- la División de Apoyo Intergubernamental (a cargo de Christine Brautigam);
- la División de Coordinación del Sistema de las Naciones Unidas (a cargo de Aparna Mehrotra);
- la División de Alianzas Estratégicas, Promoción y Comunicaciones (a cargo de Khetsiwe Dlamini);
- la Sección de la Sociedad Civil.

Oficina General de Políticas y Programas
Está a cargo de Yannick Glemarec, Director Ejecutivo Adjunto y Subsecretario General de Políticas y Programa. La oficina proporciona orientación a los Estados miembros sobre cómo plasmar las directrices intergubernamentales en programas prácticos, para lo cual realiza actividades de investigación y capacitación. Posee además recursos técnicos y especialistas para hacer aportaciones a los procesos intergubernamentales y prestar apoyo al sistema de Naciones Unidas. La oficina está subdividida en:
- La División de Políticas (a cargo de Purna Sen)
- La división de Apoyo a los Programas (a cargo de Maria-Noel Vaeza-Ogilvie), de donde dependen otras oficinas regionales sobre el terreno (África, Asia y el Pacífico, América, Europa y Estados Independientes, América Latina y el Caribe)

División de Gestión y Administración
La división (que está a cargo de Moez Doraid) asiste a la secretaria general adjunta (dirección ejecutiva) en el desempeño de sus funciones en las áreas de: recursos humanos, finanzas y presupuesto, servicios administrativos, gestión de adquisiciones y locales, servicios de tecnología de la información, seguridad, supervisión de las operaciones y rendición de cuentas y auditoría. Además, la División proporciona apoyo administrativo y operacional para la ejecución de las actividades de los programas de la Entidad.
Oficina de Evaluación
Esta dependencia aplica la política y la estrategia de evaluación de ONU-Mujeres.
Oficina de Recursos Humanos
Se encarga de las contrataciones de personal para el organismo.